# Pitch shift
Pitch shifting é uma técnica de mixagem de sons. É principalmente utilizada durante as vinhetas de rádio.